# 나라별 2009년 인플루엔자 범유행

발생 및 사망
발생
미발생 혹은 추정
같이 보기: H1N1 실시간 상황, WHO

5000명 이상 발생
500명 이상 발생
50명 이상 발생
5명 이상 발생
1명 이상 발생
같이 보기: H1N1 실시간 상황, WHO

사망자 없음
사망 추정
1명 이상 사망
5명 이상 사망
10명 이상 사망
50명 이상 사망
100명 이상 사망
500명 이상 사망
같이 보기: H1N1 실시간 상황, WHO

자체 지역 발생
같이 보기: H1N1 실시간 상황, WHO

## 개요
현재 발병자 수는 줄어들고 있다. 신종플루 확진이 아니더라도 발표된 수치만으로도 신종플루가 얼마나 심각한 지, 그 의미를 보여주고 있다. 아래 WHO에서 발표한 자료를 토대로 작성된 표는 많은 국가들이 발병자 수 발표를 중단함에 따라 부정확한 점이 있을 수 있다.
| Pos. | 국가        | 인구          | 발병 수    | 천 명당 발병 환자 수 |
| ---- | ----------- | ------------- | ---------- | -------------------- |
| 1    | 아이슬란드  | 306,694       | 8,650      | 28.20                |
| 2    | 포르투갈    | 10,707,924    | 166,922    | 15.59                |
| -    | 쿡 제도     | 11,870        | 106        | 8.93                 |
| 3    | 벨기에      | 10,414,336    | (75,000)   | 7.20                 |
| -    | 마카오      | 559,846       | 2,625      | 4.68                 |
| -    | 홍콩        | 7,055,071     | 31,554     | 4.47                 |
| 4    | 스페인      | 46,700,000    | (155,051)  | 3.32                 |
| 5    | 쿠웨이트    | 2,691,158     | 8,622      | 3.20                 |
| 6    | 브루나이    | 338,190       | 972        | 2.87                 |
| -    | 저지섬      | 91,626        | 234        | 2.55                 |
| 7    | 독일        | 82,080,000    | (192,348)  | 2.34                 |
| 8    | 대한민국    | 48,600,000    | 107,939    | 2.22                 |
| 9    | 팔라우      | 20,796        | 46         | 2.21                 |
| -    | 케이맨 제도 | 49,035        | 105        | 2.14                 |
| 10   | 몰타        | 405,165       | 718        | 1.77                 |
|      | 세계        | 6,790,062,216 | 25,584,595 | 3.76                 |

*40명 이상 발병 국가만 다룸.

## 국가별 서술

### 아프리카

아프리카에서의 2009년 인플루엔자 범유행 현황:
사망
발생
추정
미발생

아프리카에서의 2009년 인플루엔자 범유행 현황:
5000명 이상 발생
500명 이상 발생
50명 이상 발생
5명 이상 발생
1명 이상 발생

4월 29일 이집트 정부가 돼지 독감, 조류 독감이 이미 사람간 전염 형태로 발전했지만 이집트 내 돼지들을 모두 살처분하라고 지시했다. World Organization for Animal Health에서는 이러한 조치를 "과학적 근거가 없이 조치했다"라고 발언했다.
아프리카에서 첫 발병 사례는 2009년 6월 2일 이집트 카이로에서 먼저 발견되었다. 이 환자는 소녀로 이전에 어머니와 같이 미국에 갔다가 돌아왔었다. 이 후, 이집트 정부는 이집트의 모든 공항에서 모든 승객들에 대해 검열을 실시하도록 하였다.. 그 후, 2009년 6월 7일 일요일 카이로 아메리칸 대학에서도 2명의 학생이 신종플루에 걸린 것이 확인되었다.
6월 11일 이집트 내 돼지 독감 환자 수가 12명이었을 때 2명의 신종플루 환자가 더 발견되었다.
이 돼지 독감은 이집트, 남아프리카공화국, 모로코, 알제리, 튀니지, 에티오피아그티디부아르, 세이셸 제도, 카보베르데, 리비아, 케냐, 우간다, 보츠와나, 짐바브웨, 탄지니아, 모리셔스, 소말리아, 수단, 나미비아, 잠비아, 가봉, 르완다 아프리카의 21개 국가에서 나타난 것으로 확인되었다
2010년에도 남아프리카공화국에서 6월에 개최되는 2010년 남아공 월드컵이 개최되는 날 몇 개월 전에도 신종플루에 대한 준비 대처가 이뤄지기도 하였다.

### 아시아

아시아에서의 A(H1N1) 바이러스 발생 수치 현황 (2009년 6월 23일 기준):
50 000명 이상 발생
5 000명 이상 발생
500명 이상 발생
50명 이상 발생
5명 이상 발생
1명 이상 발생

아시아에서의 A(H1N1) 바이러스 발생 수치 현황:
사망
발생
추정
미발생

### 유럽

유럽에서의 2009년 인플루엔자 발병 현황:
500명 이상 발병
50명 이상 발병
5명 이상 발병
1명 이상 발병

유럽에서의 2009년 인플루엔자 발병 현황:
사망
발생
추정
미발생

4월 27일, 스페인 보건사회부 장관이 멕시코에 갔다 돌아온 카스티야라만차 지방의 한 남성이 신종플루에 감염되었다고 발표했다. 이 남성은 23세로 4월 22일에 멕시코에서 돌아온 후 25일날에 검사를 받았다. 이는 유럽에서의 첫 발견 사례이다.
4월 27일, EU 보건국장이 스페인에서 첫 발병 사례가 발견된데에 따라 유럽인들에게 긴급한 일이 아닌 한 미국과 멕시코에 여행하지 말라고 권장했다.

#### 카리브 지역

카리브 지역과 중앙아메리카에서의 2009년 인플루엔자 범유행

#### 중앙아메리카

카리브 지역과 중앙아메리카에서의 2009년 인플루엔자 범유행

### 북아메리카

북아메리카에서의 2009년 인플루엔자 발병 현황:
사망
발생
추정
미발생

북아메리카에서의 2009년 인플루엔자 발병 현황:
2000명 이상 발병
500명 이상 발병
100명 이상 발병
1명 이상 발병

}

### 오세아니아

#### 오세아니아 군도와 남극
남극에서는 신종플루 감염 사례가 1건도 발견되지 않았다. 태평양에 있는 오세아니아 섬에서는 6월 15일 솔로몬 제도와 사모아에서 2건이 발견되었다..6월 24일에 피지에서 5건의 발병 사례가 발견되었고, 바누아투에서도 같은 날 1건 발견되었다.

### 남아메리카

남아메리카에서의 2009년 인플루엔자 발병 현황:
5000명 이상
500명 이상
50명 이상
5명 이상

남아메리카에서의 2009년 인플루엔자 발병 현황:
사망
발생
추정
미발생